# Stefan Reinartz
Stefan Reinartz (Engelskirchen, NSZK, 1989. január 1. –) német válogatott labdarúgó, védekező középpályás. Pályafutásának nagy részét nevelőegyesületénél, a német Bayer Leverkusennél töltötte. 2016-ban, 27 évesen vonult vissza az Eintracht Frankfurt csapatától.

## Klub karrierje

### Ifjúsági csapatok
Reinartz gyermekkorában kezdett futballozni, első klubja a Heiligenhauser SV volt. 1998-ban a Bergisch Gladbach 09 ifjúsági csapatához került, majd egy év múlva a Bayer Leverkusenhez. 1999 és 2006 között végigjárta a klub utánpótlás-csapatait, többnyire védekező középpályást, de néha középső védőt játszva.

2006-ban, mindössze 17 évesen felkerült a Bayer 04 gyengélkedő második csapatához, ám a szezon végén így is kiestek a harmadosztályból. Ezzel párhuzamosan szerepelt a Leverkusen U19-ben is, és megnyerte velük a az U19-es Bundesligát (A-Junioren Bundesliga). Fél év múlva ismét szerephez jutott a Bayer 04 második csapatában, és segítségével visszajutottak a harmadosztályba. (Ami ekkor már a negyedosztályt jelentette, mivel a DFB 2008 nyarán létrehozta a 3. Ligát.) 2008-ban bekerült az első számú csapat keretébe, azonban egy Német Kupa mérkőzést leszámítva nem jutott lehetőséghez a felnőttek között. 2009 januárjában fél évre kölcsönbe került a másodosztályú Nürnberghez, ahol is remek játékkal és három gólpasszal segítette az osztályozót érő harmadik helyhez a csapatot. A feljutásért vívott mérkőzésen a Nürnberg 5:0-s összesítéssel ütötte ki a Cottbus-t, Reinartz mindkét meccset végigjátszotta.

### Bayer Leverkusen
Reinartz 2009-ben, Jupp Heynckes irányítása alatt debütált a Bundesligában: 61 percet kapott a Mainz elleni, 2:2-es döntetlennel záruló idénynyitó mérkőzésen. Játéka elsőre nem győzte meg az új edzőt, ám Reinartz a hetedik játéknaptól kezdve fokozatosan a kezdőcsapatba küzdötte magát. Első Bundesliga gólját november 9-én szerezte az Eintracht Frankfurt ellen. (Ugyanezen a mérkőzésen gólpasszt adott Lars Bendernek.) 2010 augusztusában debütált az UEFA-kupa örököseként létrehozott Európa-ligában. Első nemzetközi találatát a norvég bajnok Rosenborg ellen szerezte. Egy évvel később bemutatkozhatott a Bajnokok Ligájában is, nem kisebb ellenfél, mint a Chelsea ellen. A 2011-12-es szezon során többször előfordult, hogy hátvéd hiány miatt középső védőt kellett játszania. 2013 februárjában életében először két gólt lőtt egy meccsen, nem kisebb ellenfélnek, mint a címvédő Dortmundnak. A 2013/14-es idényt biztatóan kezdte, részese volt a Leverkusen őszi nagy menetelésének, ám október végén egy olyan sarok-sérülést szenvedett, melyből a szezon hátralévő részében nem igazán tudott kilábalni.

### Eintracht Frankfurt
A 2015-16-os idényt már az Eintracht Frankfurt csapatában kezdte, ahol Huszti Szabolcs is a csapattársa volt fél idényen keresztül. Az Eintracht osztályozón elkerülte a kiesést, Steafan azonban mindössze 15 bajnokin tudott pályára lépni folyamatos sérülése(i) miatt. Az idény végén bejelentette visszavonulását.

## Válogatottság

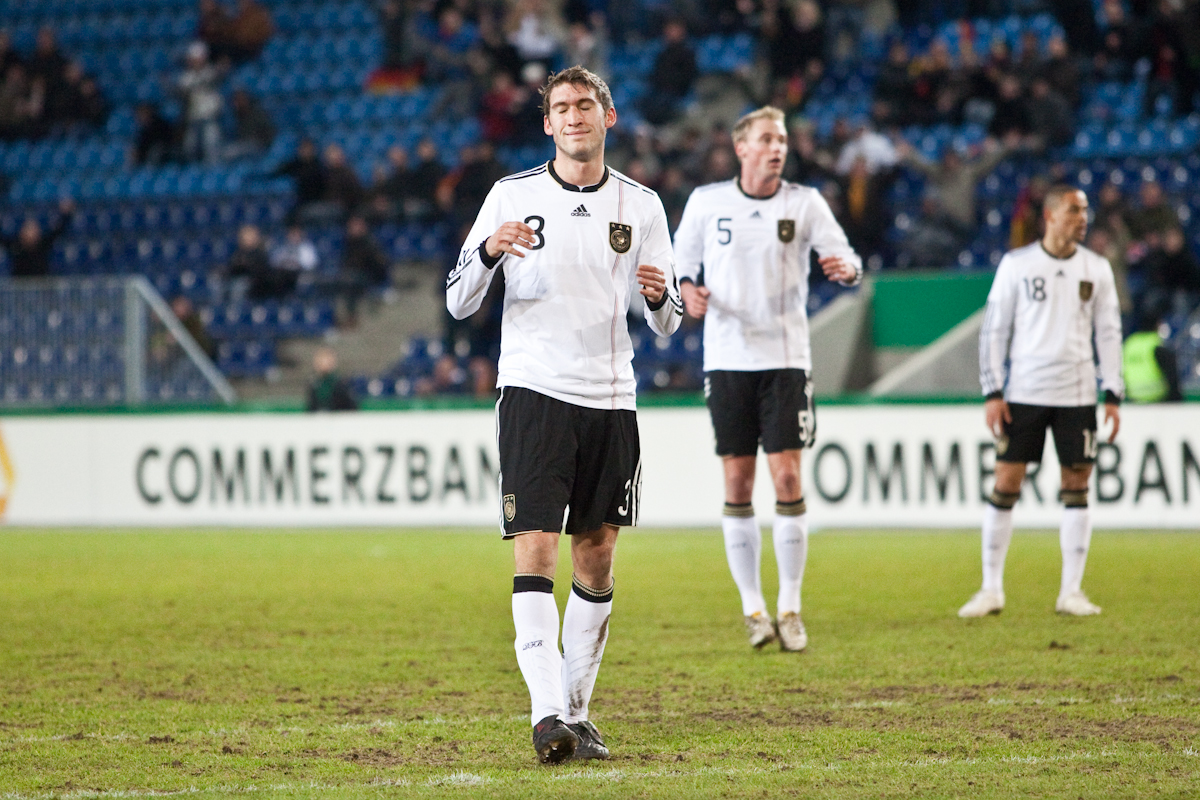
Reinartz egy Izland elleni U21-es válogatott mérkőzésen

Reinartz 2004 és 2010 között végigjárta a német utánpótlás válogatottakat, alapembere volt a 2008-ban Európa-bajnokságot nyerő U19-es válogatottnak. A magyar válogatott elleni elődöntőben gólt is szerzett.

Joachim Löw 2010 májusában bizalmat szavazott neki, így egy Málta elleni barátságos mérkőzésen bemutatkozhatott a felnőtt válogatott színeiben. 18 percet kapott a 3:0-ra végződő mérkőzésen. Hosszú szünet után 2013 nyarán ismét szerepelhetett a Nationalelfben, gólt még nem szerzett.

## Sikerei, díjai
Klub szinten
- A-Junioren-Bundesliga: bajnok (Bayer Leverkusen U19, 2007)

Válogatott szinten
- U19-es Európa-bajnokság: aranyérmes (Németország U19, 2008)

Egyéni
- Fritz Walter érem bronz fokozata (U18) (Bayer Leverkusen U19, 2007)

A Fritz Walter éremmel legjobb fiatal német labdarúgókat tüntetik ki több kategóriában.